# Goudmanteltamarin
De goudmanteltamarin (Leontocebus tripartitus) is een zoogdier uit de familie van de klauwaapjes (Callitrichidae). De wetenschappelijke naam van de soort werd voor het eerst geldig gepubliceerd door Alphonse Milne-Edwards in 1878.

## Kenmerken
Het aapje meet tussen 21 en 24 centimeter, met een staart van 31 tot 34 centimeter. Het voedsel bestaat uit vruchten, bladeren, insecten en sappen uit bomen. De familiaire band is vrij sterk, waarbij de leden van een familie vaak dicht bij elkaar blijven.

## Voorkomen
Het aapje komt voor in de regenwouden van Zuid-Amerika, in Peru en Ecuador. De soort komt voor in de lagere gebieden in de regenwouden, van de grond tot boven in de bomen, hoewel de voorkeur uitgaat naar een hoogte tussen 4 en 10 meter.